# 米歇爾斯巴赫河
50°22′59″N 6°44′52″E / 50.383159°N 6.747828°E
米歇爾斯巴赫河（德語：Michelsbach），是德國的河流，位於該國西部，處於北萊茵-威斯特法倫州，屬於阿爾河的左支流，河道全長8.3公里，流域面積10.7平方公里。